# Sundpromenade
Die Sundpromenade ist eine entlang des Ufers des Strelasundes angelegte Promenade in Stralsund.

Die Sundpromenade in Stralsund auf einer OSM-Karte, 2023

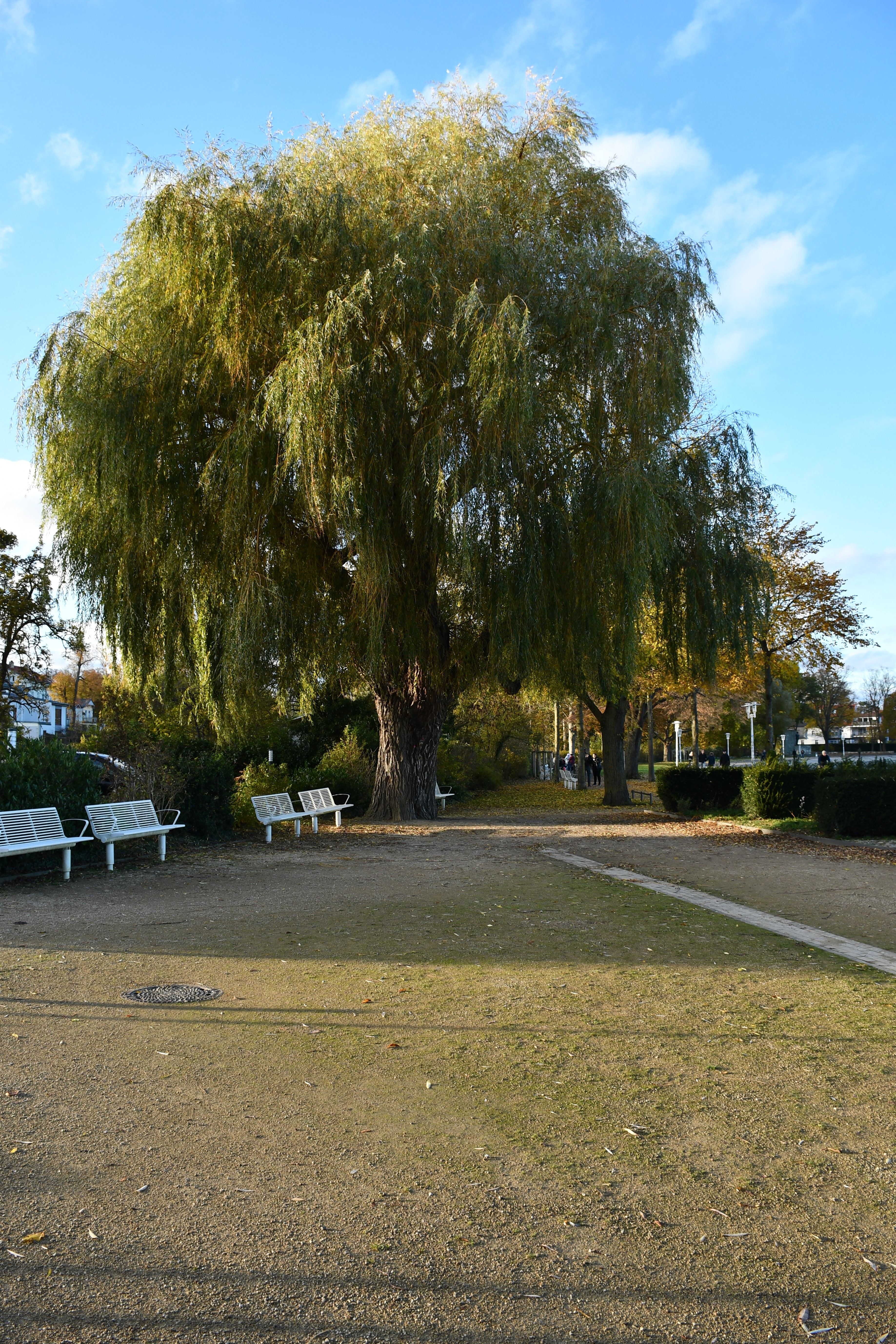
Sundpromenade (2023)

## Geschichte
Das Gebiet der Stadt Stralsund umfasste lange Zeit hauptsächlich das des heutigen Stadtgebiets „Altstadt“, bis ins Jahr 1873 war die Stadt als Festung deklariert. Vor den Stadtmauern wurden Äcker und Gärten unterhalten. Nach der Niederlegung der äußeren Festungsanlagen 1809 und der letztlichen Aufhebung der Festung 1873 wurde das Gebiet dann auch zur Erholung und für Bebauung genutzt. Die heutige Knieper Vorstadt entstand, die Brunnenaue wurde angelegt, auch Straßen wie die Sarnowstraße und der Knieperdamm, an denen Villen entstanden. Die Grundstücke in der Sarnowstraße reichten teils bis an das Ufer des Sundes.

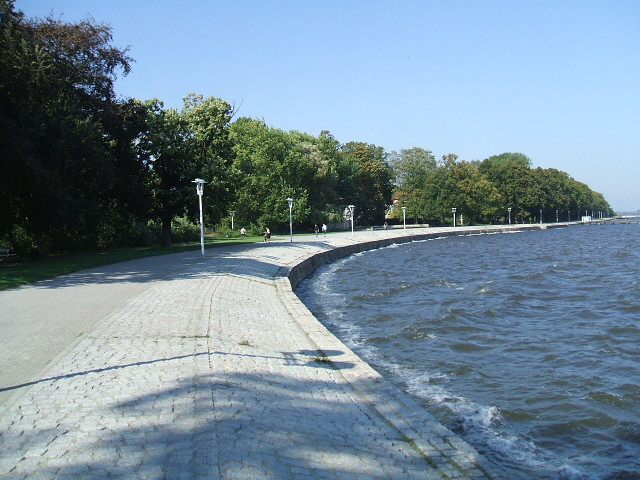
Blick auf die Sundpromenade (2006)

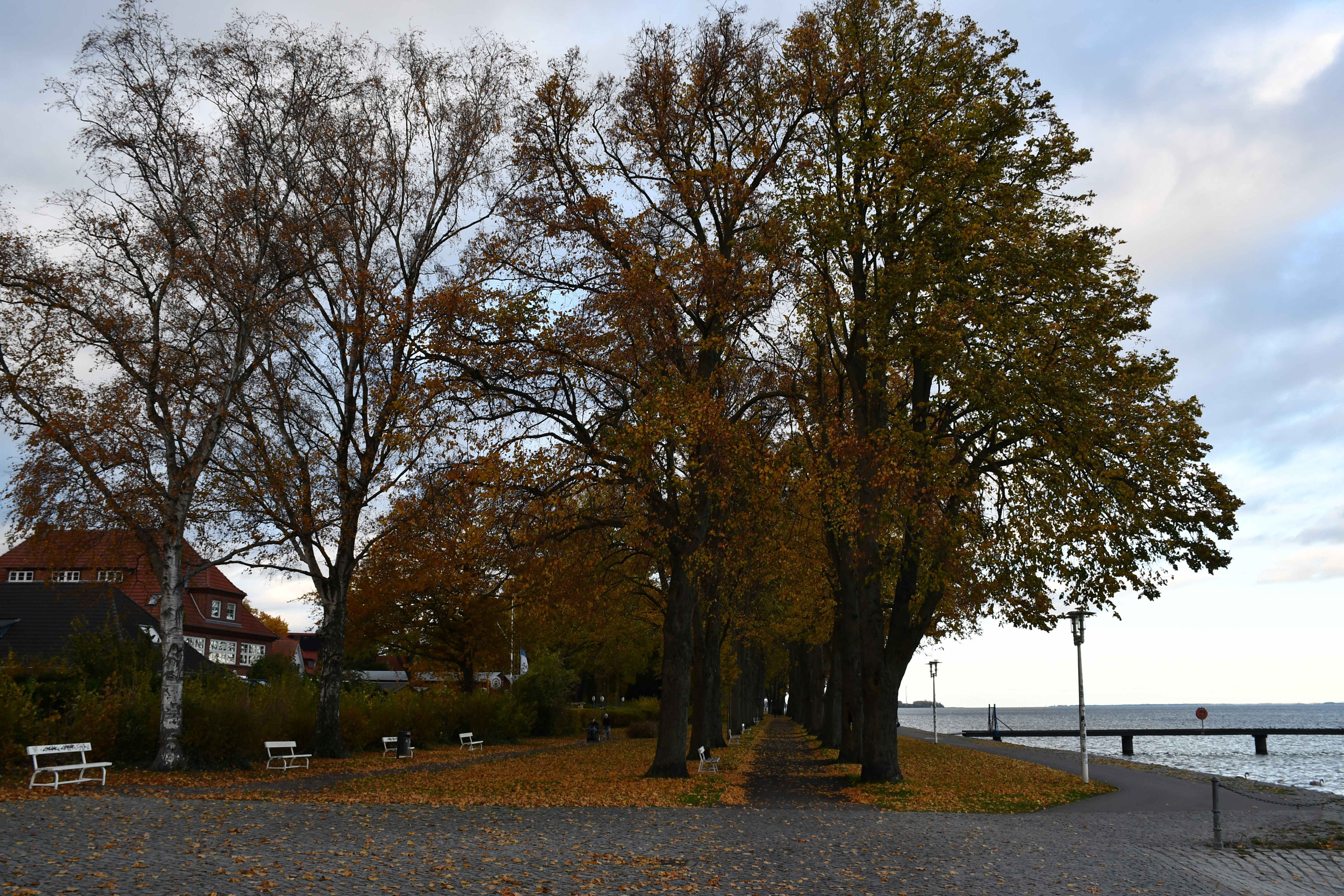
Gehwege mit Alleebäumen (2023)

Erste Berichte über die Anlage der Promenade gibt es im Jahr 1898, als ein Weg mit Bäumen, Sträuchern und Sitzgelegenheiten gestaltet wurde. Eine Uferbefestigung wurde Ende des 19. Jahrhunderts angelegt. Vom so genannten Nassen Dreieck an der Seestraße bis zur Schwedenschanze wurden nun Wege gestaltet. Die Stadt ließ die Strandpromenade anlegen, dafür wurden zum Strelasund hin Aufschüttungen zwischen den Grundstücksgrenzen der Villenbesitzer in der Sarnowstraße und dem Strelasund vorgenommen. Als erster Abschnitt wurde der Teil zwischen Seestraße und dem Schloss am Sund fertiggestellt. Mit Beginn des Ersten Weltkriegs wurden die Arbeiten eingestellt. Sie wurden im Jahr 1928 fortgesetzt mit dem Ausbau des Abschnitts zwischen der Strandstraße und der Schwedenschanze. Hier wurden nun auch Grundstücke angekauft bzw. getauscht, um die weitere Anlage der Promenade zu gewährleisten. Der Gartenbauinspektor Hans Winter zeichnete 1927 einen Plan für die Gesamtanlage der Promenade, der anschließend ausgeführt wurde. Die Pläne für die Anlage wurden 1927 in Liegnitz auf der Gartenbau- und Gewerbe-Ausstellung vorgestellt.
Der ab 1927 angelegte, durch Alleen flankierte Weg führte von einem Spielplatz am „Nassen Dreieck“ über eine Staudenwiese (auf Höhe der Hansa-Schule am Sund), einen runden, mit Rasen angelegten Platz nahe der Schillanlagen zu einem weiteren Platz, der mit Rasen und Polyantha-Rosen gestaltet war (etwa auf Höhe der heutigen Gaststätte „Ventspils“ und des Thälmann-Denkmals). Von dort waren zwei Wandelgänge angelegt. Sie führten um einen von Bäumen gesäumten Konzertplatz. Die Promenade wurde von einem Lindenrondell abgeschlossen, ab dort führte damm ein Weg zur Seebadeanstalt. Etwa im Jahr 1930 wurde das Ufer an der Hohe-Ufer-Straße auch für Fußgänger und Fahrradfahrer gestaltet; zwischen den beiden Wegen wurden Linden gepflanzt. Der Weg am Hofen Ufer war als Rampe aufgeschüttet worden.

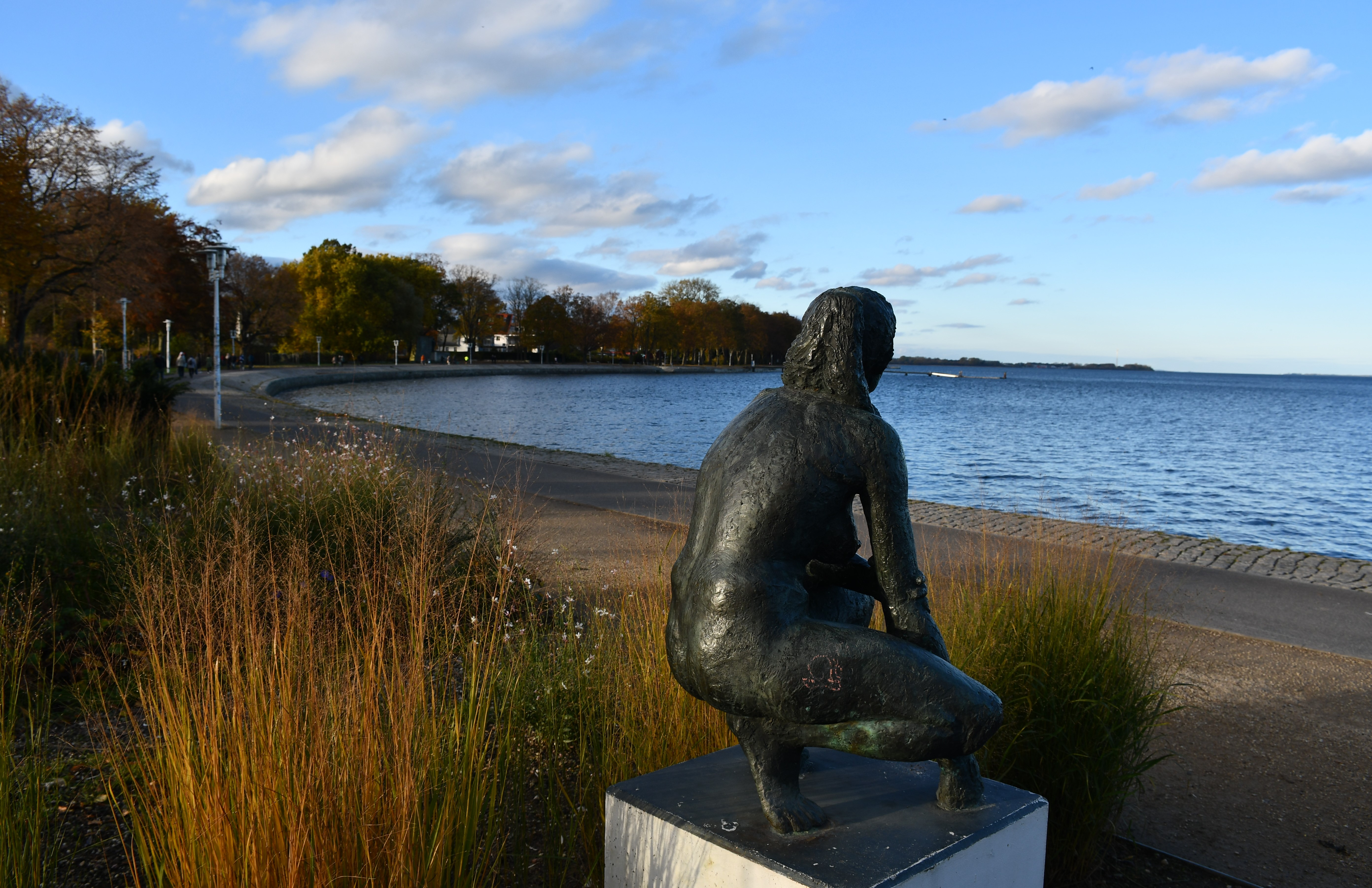
Plastik „Die Hockende“ an der Sundpromenade (2023)

Nach dem Zweiten Weltkrieg gab es starke Veränderungen an den Anlagen. Auf dem Nassen Dreieck wurde im Jahr 1955 das als Verwaltungsgebäude genutzte Haus Seestraße 10 errichtet. Gartenanlagen wurden ersetzt oder umgestaltet, so die Staudenwiese an der Hansa-Schule (ersetzt durch ein Rosenrondell), die Alleebäume an Fährwall und Seestraße (entfernt) sowie das Rasenrondell an der Schillanlage (ersetzt). Im Jahr 1962 wich einer der Schmuckplätze dem von Walter Arnold gestalteten Ernst-Thälmann-Denkmal inmitten einer von Hartmut Olejnik geschaffenen Platzanlage. In den 1970er Jahren wurde auch der zweite Schmuckplatz aufgegeben, beim Bau der Gaststätte „Ventspils“ wurden stattdessen Hochbeete angelegt, die Gärten der Villen Sarnowstraße 7 und Sarnowstraße 8 wurden zugunsten von Parkplätzen eingeebnet. Aus den Wandelgänge wurden die Staudenpflanzungen entfernt, am einstigen Konzertplatz zahlreiche Bäume entnommen. Das Lindenrondell, das den Abschluss der Promenade gebildet hatte, war nicht mehr als Platz gestaltet.
In den 1990er Jahren begann eine Sanierung der Promenade. Diese ist an die ursprüngliche Gestaltung angelehnt. Die Schillanlagen wurden wiederhergestellt und im Jahr 2003 begannen Sanierungen im Bereich der Wiese vor dem Hansa-Gymnasium. Dabei wurde die Lindenallee zwischen Seestraße und Schillanlage erneuert, Wege neu angelegt und der Rundplatz erneuert. Im Bereich vor der im Jahr 2005 neu errichteten Gaststätte „Ventspils“ wurde im Mai 2006 der Schmuckplatz umgestaltet und bepflanzt, dabei folgten die Planer Stefan Pulkenat und Christian Meyer nicht mehr dem historischen Vorbild, sondern legten eine in Segmente gegliederte, 45 × 9,5 Meter große Fläche als Beet mit Stauden, Gräsern, Blumenzwiebeln und Eibenhecken an. Ab dem Jahr 2010 wurden auch am Hohen Ufer Pflegemaßnahmen begonnen. Das Lindenrondell wurde wieder als Platz gestaltet.

## Name
Die heutige Sundpromenade trug im Laufe der Geschichte verschiedene Namen. Von 1927 bis 1945 hieß sie nach Paul von Hindenburg „Hindenburg-Ufer“. Bis zur politischen Wende in Ostdeutschland war sie nach Ernst Thälmann benannt und hieß „Thälmann-Ufer“.

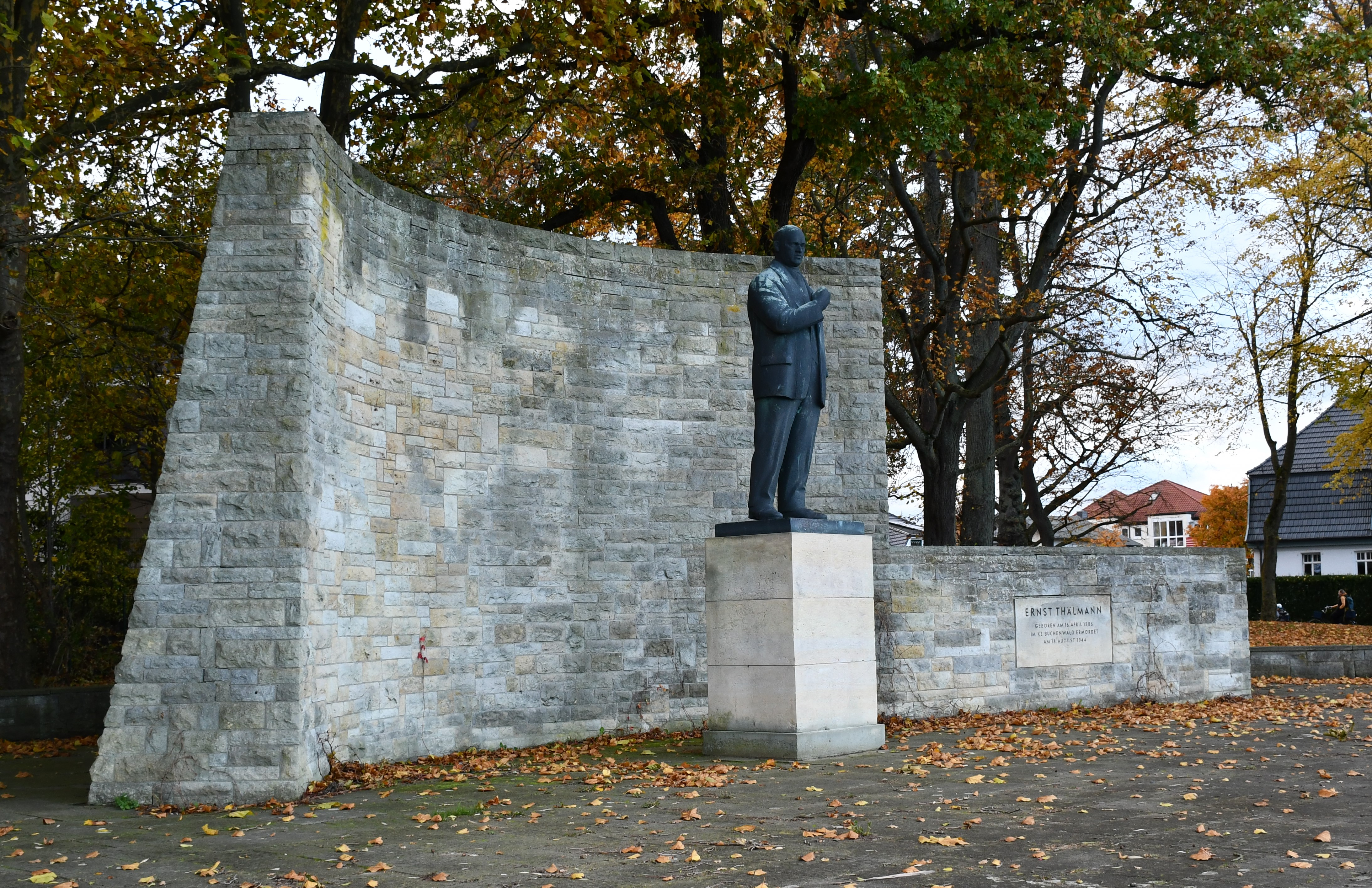
Das Ernst-Thälmann-Denkmal (2022)

## Denkmalschutz und Denkmale
Die Promenade war durch das Denkmalpflegegesetz der DDR (DPflG) vom 19. Juni 1975 und im Anschluss durch das Denkmalschutzgesetz Mecklenburg-Vorpommerns (DSchG M-V) als Denkmal geschützt. Sie ist in die Liste der Baudenkmale in Stralsund unter dem Titel „Sundpromenade mit Ernst-Thälmann-Denkmal und Grünanlagen“ eingetragen.
Ein von Georg Kolbe gestaltetes Denkmal für die Gefallenen des Ersten Weltkrieges stand von 1935 bis 1945 auf einer Wiese südlich des ersten Wandelgangs. Das Denkmal wurde nach dem Zweiten Weltkrieg entfernt und eingelagert; seit 1999 steht es – ohne den Sockel – im Marinemuseum Dänholm.
Das Ernst-Thälmann-Denkmal wurde im Jahr 1962 nach Plänen von Walter Arnold errichtet und am 18. August 1962 eingeweiht. Wie die Promenade selbst steht es unter Denkmalschutz.
Vom Bildhauer Hans-Peter Jaeger stammt die im Jahr 1986 aufgestellte Plastik „Die Hockende“ in den Gartenanlagen vor der Gaststätte „Ventspils“.

## Badeanstalt
Ab etwa 1820 wurden auch Seebadeanstalten errichtet. Die heutige Badeanstalt war in den Jahren 1922 bis 1925 angelegt worden. Ab 1926 wurde Seesand aufgespült und dieser Strand durch einen Steinwall vor Erosion geschützt; zuvor war das Ufer mit seiner natürlichen Landschaft genutzt worden. Der Strand wurde im Jahr 1933 erweitert bis zur „Beckerschen Wiese“ (hinter dem heutigen Klinikum). Nach dem Zweiten Weltkrieg wurde der Steinwall am Strand durch Spundwände ersetzt, der Zugang zum Wasser geschah über Treppen. Die kostenpflichtige „Seebadeanstalt“ wurde ergänzt durch ein „Freibad“. Dieser Bereich wurde in den Jahren 2010 und 2011 umgestaltet und als Strandbad mit feinem Sand und einem Spielplatz angelegt, statt der Spundwände wurde ein Strand angelegt. Später wurde auch die Seebadeanstalt umgestaltet, die Spundwände erneuert und ein Weg angelegt.

## Gaststätten
Ab 1878 existierte eine Gaststätte in der Nähe des Sundufers, diese wurde zunächst „Sibirien“ genannt (wahrscheinlich wegen ihrer Lage weit außerhalb der Stadt in ihren Festungsgrenzen). Später war hier „Rühes Konzerthaus“ bzw. das „Haus des FDGB“, auch „Klubhaus Ernst Thälmann“. Im Oktober 1992 wurde das Gebäude abgerissen. Im Thälmann-Haus spielte auch ein hauseigenes Orchester unter Leitung von Hugo Schult auf.
Zu Beginn der 1930er Jahre existierte ein „Schwedenpavillon“ genannter Ausstellungspavillon (etwa auf Höhe der heutigen Berufsfeuerwehr).
In den 1970er Jahren wurde die nach der Partnerstadt Ventspils benannte Gaststätte „Ventspils“ gebaut. Im Jahr 2005 wurde die Gaststätte anstelle des Vorgängerbaus neu errichtet.

## Verkehr
Vor dem damaligen Lyzeum gab es in den 1920er Jahren eine Anlegestelle für Wasserflugzeuge.
Der Ostseeküstenradweg führt seit 2014 entlang der Sundpromenade.